# Sikiiyana (volk)
Sikiiyana, ook wel Sikïïyana, Sikiana, Chikena, Chiquena, Chiquiana, Shikiana, Sikiâna, Sikiyana, Sikiána, Sikïiyana, Tshikiana, Xikiyana of Xikujana genoemd, is een inheems volk dat in Suriname, Brazilië en Venezuela woont. 
De taal Sikiiyana behoort tot de Caraïbische taalfamilie. In Venezuela wordt ook het Trio gesproken.
Arowakken (Lokono) · Karaïben (Kari’na) · Trio · Wayana

Akuriyo · Aparai · Katuena · Mawayana · Saloema · Sikiiyana · Tunayana · Waiwai · Warau